# Ruth Michaelis
Ruth Michaelis (* 27. Februar 1909 in Posen; † 3. Dezember 1989 in Santa Barbara) war eine deutsche Opernsängerin (Alt), die nach ihrem Karriereende als Musikprofessorin in der Türkei und in den USA gelehrt hat.

## Leben
Michaelis Paraderollen als aktive Sängerin waren die Dorabella in Così fan tutte, Marthe in Charles Gounods Oper Faust und Floßhilde im Ring des Nibelungen sowie Suzuki in Madame Butterfly. In Engelbert Humperdincks Märchenoper Hänsel und Gretel fand ihre Hänseldarstellung Beachtung.
Michaelis Lehrer waren die Berliner Hans Beltz und Jeanne Robert sowie Anna Bahr-Mildenburg in München.
1932 debütierte Michaelis am Stadttheater Halberstadt, dem sie bis 1935 angehörte. Weitere Stationen ihrer beginnenden Karriere waren Cottbus (bis 1937), die  Staatsoper Stuttgart (bis 1938), wo sie in Nico Dostals Monika-Premiere sang und Augsburg (bis 1939).
1939 kam Michaelis an die Münchner Staatsoper, der sie auch noch nach dem Ende ihrer Karriere während ihrer Tätigkeit als Gesangslehrerin bis 1961 verbunden blieb. Mehrere Auftritte bei den Salzburger Festspielen (1942–1943, 1946, 1946–1947) und Referenzauftritte in ganz Europa belegen ihren internationalen Ruf.
1956 wurde Michaelis Professor für Musik an der Nationalen Opernschule in Istanbul.  Hier begann sie neben ihrer Lehrtätigkeit mit der Unterstützung türkischer Freunde traditionelle türkische Volkslieder zu sammeln, die sie ins Deutsche übertrug und 1960 in einem Buchband mit beigelegter Schallplatte herausgab.
Ab 1968 gab Michaelis dann Gesangsunterricht an amerikanischen Universitäten, zunächst in Florida und schließlich in Santa Barbara. In den USA fand sie auch besondere Anerkennung als Opernregisseurin und Bachinterpretin.